# 米德爾格羅夫 (密蘇里州)
米德爾格羅夫（英語：Middle Grove）是位於美國密蘇里州門羅縣的普查規定居民點。

## 歷史
米德爾格羅夫的郵局於1835年設立，其後於1907年停運。

## 人口
根據2020年美國人口普查的數據，米德爾格羅夫的面積為1.44平方千米，皆為陸地。當地共有人口57人，而人口密度為每平方千米39.58人。